# Paulo Menezes
Paulo Menezes (Rio de Janeiro, 1971) é um carnavalesco brasileiro, discípulo de Arlindo Rodrigues, atualmente está na Rosas de Ouro.

## Carreira
Paulo Menezes foi assistente na Unidos de Manguinhos, onde atuava como assistente, no qual desenhava figurinos e também iniciando a carreira de carnavalesco. Logo em seguida, mudou-se para a Difícil é o Nome, onde apresentou o enredo Olubajé, a festa de libertação, pelo qual conquistou seu primeiro título, o do antigo Grupo de acesso B de 1994. Em 1998 foi para o Acadêmicos do Engenho da Rainha, pelo qual desenvolveu o enredo Memórias de um Brasil Holandês. no ano de 1999, esteve na Paraíso do Tuiuti, onde a levou ao Especial, com o enredo Um monarca da Fuzarca e já na sua estreia no Especial, em 2000. com o enredo Um mouro no quilombo: Isto a história registra, terminando na 14º colocação, retornando ao Grupo de acesso A. onde em 2002, apresentou o enredo sobre Arlindo Rodrigues, ficando na 4º colocação.
Em 2003 passou para a União da Ilha. onde num enredo sobre a escritora Maria Clara Machado, ficou em 2º lugar, nesse ano onde teve polêmicas pelo resultado. continuou na Ilha, no ano de 2004. pelo qual fez o enredo Com Pandeiro ou sem pandeiro... Eu brinco com dinheiro ou sem dinheiro...Eu também brinco!. em 2005, retorna como carnavalesco, no Grupo Especial, na Mocidade onde apostou num enredo sobre a cultura da Itália, aonde ficou na 9ºcolocação. em 2006, assinou no Império Serrano o enredo O Império do Divino. no ano seguinte, foi para a Estácio onde fez a reedição do enredo Tititi do Sapoti, ficando em último lugar no Especial desse ano. em 2008, comentou os desfiles das escolas de samba, pela Rádio Manchete.
Após ficar afastado, aceitou o convite da Renascer de Jacarepaguá, onde em conjunto com o consagrado Paulo Barros
, fez um desfile sobre os transportes. após isso, acertou com a Porto da Pedra, onde assinou em 2010 o enredo Com que roupa eu vou? Pro samba que você me convidou e em 2011, reeditou-se um enredo feito pelo próprio sobre Maria Clara Machado, na qual fez na União da Ilha, em 2003. Em 2012, foi carnavalesco da Portela. onde apresentou-se um enredo sobre a Bahia, levou para avenida, cultura típica do estado, como: pelourinho, olodum, entre outros. além disso, de ter se identificado muito com o estilo da águia de Madureira. Em 2013 desenvolveu um enredo homenageando os 90 anos da escola de Madureira, e 400 anos de tal bairro. onde mesmo com os problemas administrativos, conseguiu mostrar algumas coisas referentes ao bairro: como o Mercadão de Madureira, saindo após o carnaval desse ano. meses depois tinha acertado com a Mocidade, sendo que após a saída de Rosa Magalhães da Vila Isabel, foi especulado que a escola de Padre Miguel, já tinha voltado atrás, no intuito de não trazer Paulo Menezes, de volta. o que não aconteceu? oficializando seu retorno, como carnavalesco da Mocidade Independente.
No carnaval de 2015 foi carnavalesco da escola de samba União do Parque Curicica do Grupo de acesso A obtendo a 12ª colocação com 294,8 pontos dentre 15 escolas. retornando em 2016, a União da Ilha fazendo dupla com Jack Vasconcelos.
Retornou a Portela, pra ser assistente de Paulo Barros, onde colaborou para retirar a azul e branca de Madureira da fila de trinta e três anos sem conquista. Voltando a atuar em conjunto com o Paulo Barros, agora na Vila Isabel. em 2019 voltou ao Império Serrano, onde não se saiu bem com a música de Gonzaguinha O que é, o que é?, ficando na último colocação nesse ano. mas entretanto reeditará a parceria com Paulo Barros, agora na Gaviões da Fiel .

## Carnavais
Abaixo, a lista de desfiles assinados por Paulo Menezes.
| Ano  | Escola            | Colocação              | Divisão     | Enredo                                                                                       | Ref.          |
| ---- | ----------------- | ---------------------- | ----------- | -------------------------------------------------------------------------------------------- | ------------- |
| 1992 | Manguinhos        | 5.º lugar              | Grupo B     | Moreira da Silva, 90 Anos de Um Malandro                                                     | [ 14 ]        |
| 1993 | Manguinhos        | 5.º lugar              | Grupo B     | E tá danado de bom                                                                           | [ 15 ]        |
| 1994 | Difícil É o Nome  | Campeã                 | Grupo B     | Olubajê, a Festa da Libertação                                                               | [ 1 ]         |
| 1994 | Manguinhos        | 11.º lugar             | Grupo B     | Quatzacoat, Uma Chocante Tentação                                                            | [ 1 ]         |
| 1995 | Manguinhos        | 14.º lugar             | Grupo B     | Manguinhos - Ouro, Saúde e Folia                                                             | [ 1 ]         |
| 1996 | Manguinhos        | 9.º lugar              | Grupo D     | Os Discípulos de Zumbi                                                                       | [ 1 ]         |
| 1998 | Engenho da Rainha | 5.º lugar              | Grupo B     | Memórias de um Brasil Holandês                                                               | [ 1 ]         |
| 1999 | Paraíso do Tuiuti | 3.º lugar              | Grupo B     | Uma Delícia Glacial no País do Carnaval                                                      |               |
| 2000 | Paraíso do Tuiuti | Vice-campeã            | Grupo A     | Um Monarca na Fuzarca                                                                        | [ 1 ]         |
| 2001 | Paraíso do Tuiuti | 14.º lugar (Rebaixada) | Especial RJ | Um mouro no quilombo: Isto a história registra                                               | [ 1 ]         |
| 2002 | Paraíso do Tuiuti | 4.º lugar              | Grupo A     | Arlindo, Arlequins e Querubins: Um Carnaval no Paraíso                                       | [ 1 ]         |
| 2003 | União da Ilha     | Vice-campeã            | Grupo A     | Chega em seu cavalinho azul uma bruxinha boa, a Ilha trouxe do céu Maria Clara Machado       | [ 1 ]         |
| 2004 | União da Ilha     | 7.º lugar              | Grupo A     | Com pandeiro ou sem pandeiro... eu brinco. Com dinheiro ou sem dinheiro... eu também brinco! | [ 1 ]         |
| 2005 | Mocidade          | 9.º lugar              | Especial RJ | Buon Mangiare, Mocidade! A arte está na mesa                                                 | [ 1 ]         |
| 2006 | Império Serrano   | 8.º lugar              | Especial RJ | O Império do Divino                                                                          | [ 1 ]         |
| 2006 | Difícil É o Nome  | 6.º lugar              | Grupo B     | Olubajê, a Festa da Libertação (Reedição)                                                    | [ 1 ]         |
| 2007 | Estácio de Sá     | 13.º lugar (Rebaixada) | Especial RJ | O Ti-Ti-Ti do Sapoti                                                                         | [ 1 ]         |
| 2007 | União da Ilha     | 4.º lugar              | Grupo A     | Ripa na Tulipa, Ilha!                                                                        | [ 1 ]         |
| 2009 | Renascer          | Vice-campeã            | Grupo A     | Como vai, vai bem? Veio a pé ou de trem?                                                     | [ 1 ]         |
| 2010 | Porto da Pedra    | 10.º lugar             | Especial RJ | Com que roupa eu vou? Pro samba que você me convidou                                         | [ 1 ]         |
| 2011 | Porto da Pedra    | 8.º lugar              | Especial RJ | O sonho sempre vem, pra quem sonhar...                                                       | [ 1 ]         |
| 2012 | Portela           | 6.º lugar              | Especial RJ | E o Povo na Rua Cantando. É Feito uma Reza, um Ritual...                                     | [ 1 ]         |
| 2013 | Portela           | 7.º lugar              | Especial RJ | Madureira... Onde meu Coração se Deixou Levar                                                | [ 1 ]         |
| 2014 | Mocidade          | 9.º lugar              | Especial RJ | Pernambucópolis                                                                              | [ 9 ]         |
| 2015 | Curicica          | 12.º lugar             | Série A     | Os três tenores... do samba!                                                                 | [ 16 ] [ 17 ] |
| 2016 | União da Ilha     | 11.º lugar             | Especial RJ | Olímpico Por Natureza Todo Mundo Se Encontra no Rio                                          | [ 18 ]        |
| 2017 | Portela           | Campeã                 | Especial    | Quem Nunca Sentiu o Corpo Arrepiar ao Ver Esse Rio Passar?                                   | [ 19 ]        |
| 2018 | Vila Isabel       | 9.º lugar              | Especial RJ | Corra Que o Futuro Vem aí                                                                    | [ 12 ]        |
| 2019 | Império Serrano   | 14.º lugar (Rebaixada) | Especial RJ | O que é, o que é?                                                                            |               |
| 2020 | Gaviões da Fiel   | 11.º lugar             | Especial SP | Um não sei que, que nasce não sei onde, vem não sei como e explode não sei porquê...         | [ 20 ]        |
| 2022 | Rosas de Ouro     | 9.º lugar              | Especial SP | Sanitatem                                                                                    |               |
| 2023 | Rosas de Ouro     | 12.º lugar             | Especial SP | Kindala! Que o amanhã não seja só um ontem com um novo nome                                  |               |
| 2024 | Rosas de Ouro     | 11.° lugar             | Especial SP | Ibira 70                                                                                     |               |

## Premiações
- Estrela do Carnaval

1. 2010 - Melhor conjunto de fantasias (Porto da Pedra) [21][22]
2. 2022 - Melhor Carnavalesco (Rosas de Ouro)[23]

- Plumas & Paetês Cultural

1. 2010 - Melhor figurinista (Porto da Pedra) [24]

- S@mba-Net

1. 1999 - Melhor enredo (Tuiuti - "Uma Delícia Glacial no País do Carnaval") [25]
2. 2002 - Melhor conjunto de fantasias (Tuiuti) [26]
3. 2003 - Melhor conjunto alegórico (União da Ilha) [27]
4. 2003 - Melhor conjunto de fantasias (União da Ilha) [27]
5. 2004 - Melhor conjunto de fantasias (União da Ilha) [28]
6. 2004 - Melhor enredo (União da Ilha - "Com pandeiro ou sem pandeiro... eu brinco. Com dinheiro ou sem dinheiro... eu também brinco!") [29]
7. 2013 - Melhor enredo (Portela - "Madureira... Onde meu Coração se Deixou Levar") [30]

- Tamborim de Ouro

1. 2011 - Beleza de Mensagem (Porto da Pedra - "O sonho sempre vem, pra quem sonhar...") [31][32]
2. 2013 - Enredo Maravilha (Portela - "Madureira... Onde meu Coração se Deixou Levar") [33]